# Comuna Nova Hreblea, Volociîsk
Nova Hreblea (în ucraineană Нова Гребля) este o comună în raionul Volociîsk, regiunea Hmelnîțkîi, Ucraina, formată din satele Ivanivka și Nova Hreblea (reședința).

## Demografie
Componența lingvistică a comunei Nova Hreblea
     Ucraineană (98,87%)
     Rusă (1,13%)
Conform recensământului din 2001, majoritatea populației comunei Nova Hreblea era vorbitoare de ucraineană (98,87%), existând în minoritate și vorbitori de rusă (1,13%).